# Вторжение Азата Мусы в Грузию
Вторжение Азата Мусы в Грузию (груз. აზატ მოსეს ლაშქრობა საქართველოში) — миграция кочевых племен малоазийских (румских) тюрков в Южную Грузию в XIII веке, под командованием Азата Мусы.

## История
К 1298 году Туркмены стали серьезной угрозой для Трапезундской империи, продвигаясь на восток до вплоть до границы Грузии и опустошая территории, включая Спери и Байбурт. Одним из лидеров этих туркменских орд был Азат Муса, вероятно, связанны с племенем Чепни в глубине Понта. В 1298—1299 годах Рашид ад-Дин сообщал о том, что кочевые туркмены затопили «горы Трапезунда» (вероятно, имелись в виду Понтийские Альпы) и регионы Эрзинджана и Байбурта.
Около 1301 или 1302 года Трапезундийский император Алексей II Великий Комнин отразил вторжение туркмен, однако турки продолжали свои сезонные нашествия на восток в сторону Грузии. Когда Азат Муса достиг Тао и Басиани, он опустошил эти земли и взял пленников. Позднее он двинулся в непроходимые долины Мургули и Нигали, где его армия была отбита сыновьями благородного (азнаури) Херхемелис-дзе. Около 1302 года эристав Тао, Така Панаскартелли, разбил туркмен под Тортомским замком, но не смог выгнать их из своих земель. Турки стали еще более яростными и опустошили Тао. Новости о этих событиях дошли до князя Самцхе-Саатабаго Беки I Джакели, который созвал всех своих подданных и отправился против турок.
Следующим летом турки начали возвращаться. Бека созвал всех своих подданных и собрал около 12 000 человек, отправившись против турок. Турки вошли в горы Пархали, где они разбили лагерь и отправили 10 000 наездников на грабеж в районе Вашловани. Произошла ожесточенная битва, и турки бежали, а значительное число из них было уничтожено. Бека и его сын Саргис быстро продвинулся к Спери и Байбурту. Они захватили город, за исключением крепости. Когда осаждение Беки стало невозможным, турки послали к нему посланца и согласились уплачивать дань.